# Сухопутные войска Уругвая
Сухопу́тные войска́ Уругва́я (исп. Ejército Nacional de Uruguay) являются наиболее многочисленным родом войск. 

## История
В начале XX века численность армии составляла 3304 человека (четыре батальона пехоты, три полка кавалерии, полк лёгкой артиллерии и батальон крепостной артиллерии), также имелась полицейская стража численностью 3200 человек и национальная гвардия.
После окончания второй мировой войны началось сокращение численности вооружённых сил США до уровня мирного времени. В условиях начавшейся «холодной войны» 6 мая 1946 года президент США Гарри Трумэн в послании конгрессу «Межамериканское военное сотрудничество» объявил о намерении «провести стандартизацию вооружения и военного обучения в западном полушарии под единым руководством США». Признанные избыточными вооружение, военная техника и иное военное имущество США времён второй мировой войны были предложены странам-союзникам США (в том числе, странам Латинской Америки).
Военное сотрудничество c США усилилось после подписания в 1947 году в Рио-де-Жанейро Межамериканского договора о взаимной помощи. В 1952 году Уругвай и США заключили двусторонний военный пакт.
В 1974 году общая численность сухопутных войск составляла 16 тыс. человек, к 1976 году - была увеличена до 17 тыс. человек.
В 1993 году правительство Уругвая закупило для армии около 200 грузовиков "Урал" из автопарка ННА ГДР (после объединения Германии в 1990 году признанных избыточным военным имуществом и разрешенных к продаже). По результатам их эксплуатации в войсках было принято решение о закупке дополнительного количества таких машин.
В 2000 году началось военно-техническое сотрудничество России и Уругвая, в ходе которого в ноябре 2001 года для армии Уругвая была закуплена первая партия из 36 грузовиков "Урал-4320-31" (поступивших на вооружение уругвайского батальона миротворческих сил ООН, отправленного в Конго). В октябре 2002 года было подписано межправительственное соглашение о военно-техническом сотрудничестве России и Уругвая, после чего для уругвайской армии было закуплено дополнительное количество грузовиков "Урал" и запчасти к ним, а также 186 автомашин УАЗ 31512 и УАЗ-31514. В 2006 году были закуплены и поставлены 48 бронемашин ГАЗ-39371 «Водник».

## Современное состояние
Территория страны разделена на четыре военных округа (штаб каждого из которых одновременно является штабом территориальной дивизии).
По состоянию на начало 2022 года общая численность сухопутных войск составляла 13,5 тыс. человек (4 военных округа, 3 бронетанковые бригады, 4 механизированные бригады, одна лёгкая пехотная бригада, одна инженерная бригада, 4 инженерных батальона, парашютно-десантный батальон, артиллерийский полк, пять групп полевой артиллерии и группа ПВО). Комплектование войск осуществлялось на добровольной основе.
На вооружении имелось 15 основных боевых танков ТИ-67, 47 лёгких танков (22 шт. М41А1UR и 25 шт. М41С); 18 шт. боевых машин пехоты БМП-1; 376 бронетранспортёров (147 шт. «Пирана», 24 шт. М113А1UR, 54 шт. «Кондор», 48 шт. ГАЗ-39371 «Водник», 53 шт. OT-64 SKOT, 47 шт. OT-93 и 3 тягача МТ-ЛБ); шесть 122-мм самоходных гаубиц 2С1 «Гвоздика»; 15 шт. разведывательных бронемашин ЕЕ-9 «Каскавел»; одна инженерная машина разминирования на базе МТ-ЛБ; 44 буксируемые гаубицы (8 шт. 155-мм М114А1, 28 шт. 105-мм М101А1 и 8 шт. 105-мм М-102); 135 шт. миномётов; 69 шт. 106-мм безоткатных орудий M40А1; 14 шт. зенитных артиллерийских установок и по меньшей мере один беспилотный летательный аппарат (БпЛА «Чарруа»).